# Rue du Moulin-Vert
La rue du Moulin-Vert est une voie du 14e arrondissement de Paris, en France.

## Origine du nom
Elle porte le nom d'un ancien moulin sur l'emplacement duquel avait été établie une guinguette peinte en vert. Située en banlieue jusqu'à l'extension de Paris en janvier 1860 qui l'intègre à la capitale, cette zone n'est pas frappée par l'octroi (douane citadine de Paris). Et donc le vin qu'on y débite est moins cher que dans Paris.
En 1830, le Moulin Vert est attestée comme le siège de la société chantante des Lapins Verts.

## Historique
Cette rue est formée de trois sections :
- la partie située entre l'avenue du Maine et la rue des Plantes, qui existait en 1730 Cette partie était située sur un terrain appartenant aux Cordelières Saint-Marcel portait le nom de « chemin des Bœufs » ou « rue des Boeufs » ;
- la partie située entre la rue des Plantes et la rue du Terrier-aux-Lapins était appelée « passage de la Chaumière ».

Ces deux parties qui apparaissent sur le plan cadastral de Montrouge de 1845 et le plan d'Andriveau-Goujon de 1852, sont rattachées à la voirie de Paris par décret du 23 mai 1863 qui prennent à cette occasion le nom de « rue du Moulin-Vert ».
- La partie comprise entre les rues Didot et de Gergovie est ouverte en 1882.

## Bâtiments remarquables et lieux de mémoire
Une partie de cette voie est semi-piétonne et n'est accessible par voiture qu'aux riverains.
- No 15bis : vers 1925, domicile du peintre Auguste Clergé et de son épouse, la comédienne Alice Reichen[3].
- No 51 : domicile du sculpteur Frédéric-Louis-Désiré Bogino, où il est mort le 21 janvier 1899.
- Nos 90/92 : immeuble HBM (1914) « No V » de la société de Logements économiques pour familles nombreuses[4], où étaient regroupés l'ancien siège des œuvres du Moulin-Vert fondées par Jean Viollet[5] et les locaux de la troupe des « éclaireurs du Moulin-Vert » affiliée aux Éclaireurs de France (EDF).

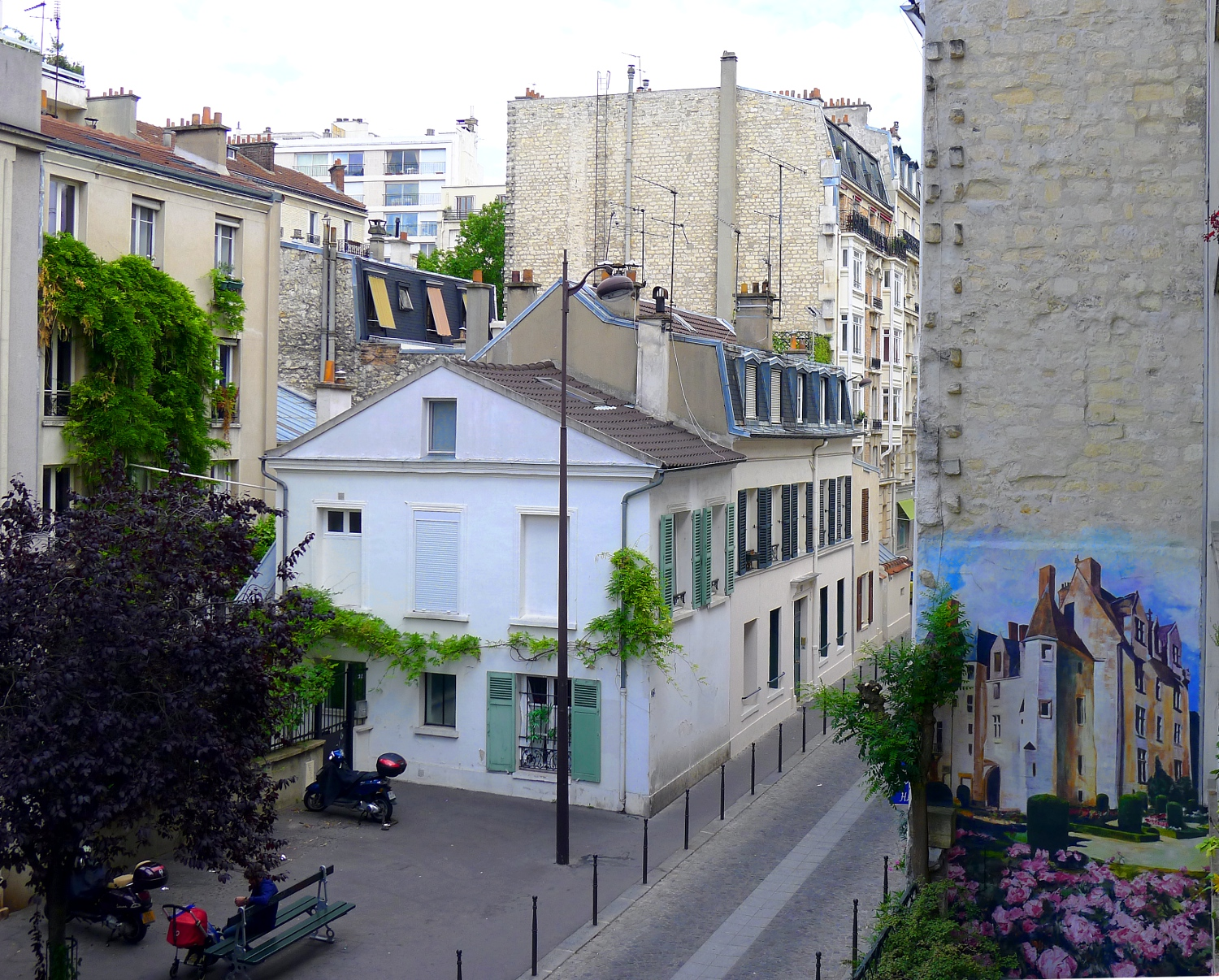
Voie semi-piétonne.